# Porphyrinia squalida
Porphyrinia squalida là một loài bướm đêm trong họ Noctuidae.